# コルノ・ジョーヴィネ
コルノ・ジョーヴィネ（イタリア語: Corno Giovine）は、イタリア共和国ロンバルディア州ローディ県にある、人口約1,100人の基礎自治体（コムーネ）。

## 地理

### 位置・広がり

#### 隣接コムーネ
隣接するコムーネは以下の通り。括弧内のPCはピアチェンツァ県所属を示す。
- カゼッレ・ランディ
- コルノヴェッキオ
- マレーオ
- ピアチェンツァ (PC)
- サント・ステーファノ・ロディジャーノ

### 気候分類・地震分類

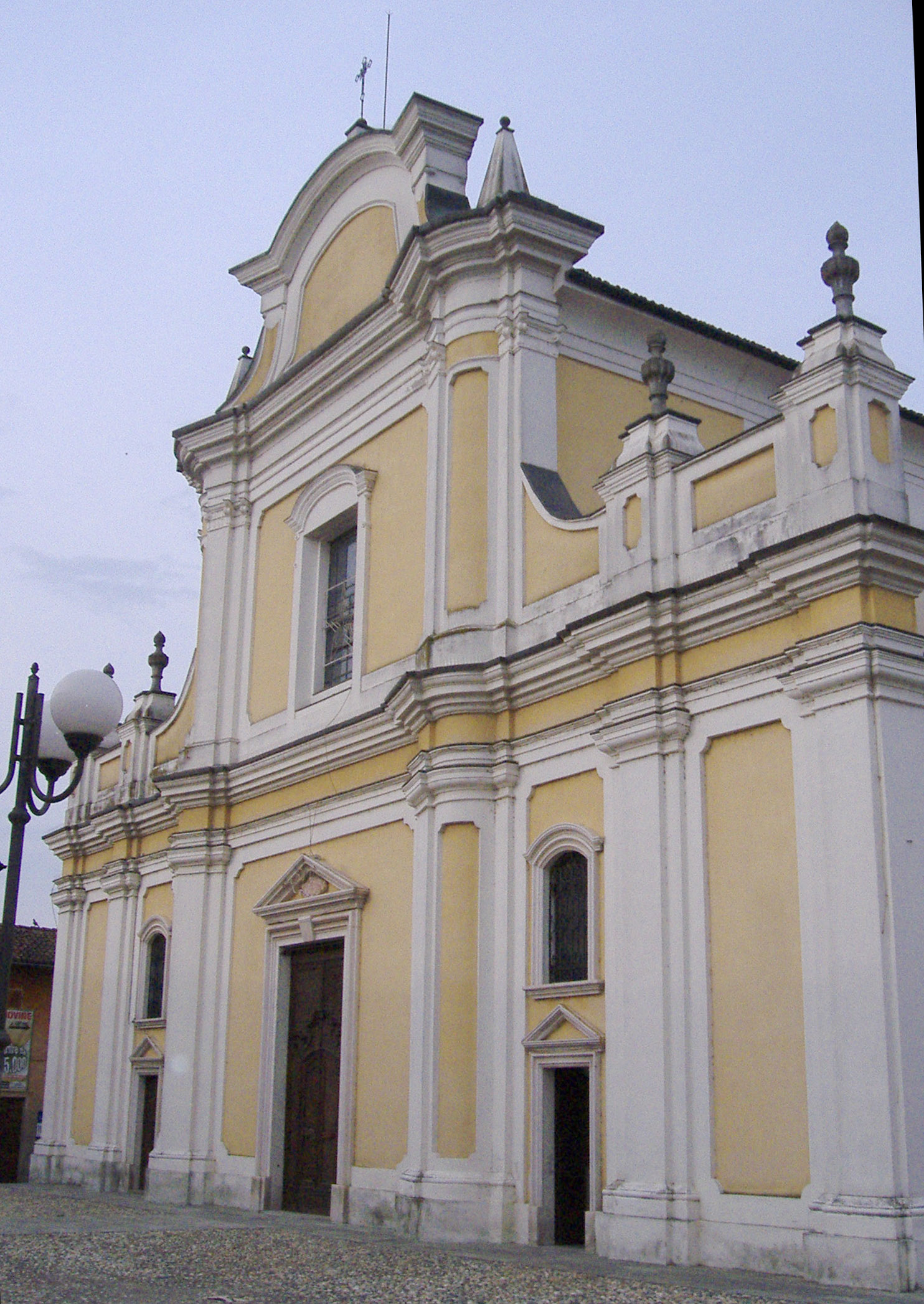

気候分類では、zona E, 2545 GGに分類される。
また、イタリアの地震リスク階級 (it) では、zona 3 (sismicità bassa) に分類される。
|gradiGiorno = 